# Clasificación de África para los Juegos Olímpicos de Montreal 1976
La Clasificación de África para los Juegos Olímpicos de Montreal 1976 se jugó del 23 de febrero de 1975 al 18 de abril de 1976 y fue el torneo para definir a los tres clasificados de África en fútbol en los Juegos Olímpicos de Montreal 1976.

## Resultados

### Primera Ronda
| Equipo 1   | Agr. | Equipo 2   | Ida | Vuelta |
| ---------- | ---- | ---------- | --- | ------ |
| Argelia    | 2–3  | Túnez      | 1–1 | 1–2    |
| Egipto     | 1–2  | Sudán      | 1–1 | 0–1    |
| Etiopía    | 0–3  | Tanzania   | 0–0 | 0–3    |
| Gambia     | 0–7  | Guinea     | 0–1 | 0–6    |
| Ghana      | 10–1 | Liberia    | 6–0 | 4–1    |
| Mauritania | 0–7  | Malí       | 0–1 | 0–6    |
| Malaui     | w/o  | Madagascar | —   | —      |
| Marruecos  | 3–1  | Libia      | 2–1 | 1–0    |
| Nigeria    | w/o  | Camerún    | —   | —      |
| Togo       | 1–2  | Senegal    | 1–1 | 0–1    |
| Zaire      | 6–2  | Alto Volta | 4–1 | 2–1    |
| Zambia     | 9–0  | Mauricio   | 5–0 | 4–0    |

### Segunda Ronda
| Equipo 1 | Agr.         | Equipo 2  | Ida | Vuelta |
| -------- | ------------ | --------- | --- | ------ |
| Guinea   | 3–6          | Ghana     | 1–0 | 2–6    |
| Malaui   | 2–5          | Zambia    | 1–1 | 1–4    |
| Nigeria  | w/o          | Malí      | —   | —      |
| Senegal  | 3–3 (5–4 p.) | Zaire     | 3–1 | 0–2    |
| Tanzania | 1–2          | Sudán     | 1–0 | 0–2    |
| Túnez    | 0–2          | Marruecos | 0–1 | 0–1    |

### Tercera Ronda
| Equipo 1 | Agr.         | Equipo 2  | Ida | Vuelta |
| -------- | ------------ | --------- | --- | ------ |
| Nigeria  | 3–2          | Marruecos | 3–1 | 0–1    |
| Senegal  | 1–2          | Ghana     | 0–0 | 1–2    |
| Zambia   | 2–2 (5–4 p.) | Sudán     | 2–2 | 0–0    |

## Boicot
Los tres clasificados por África hicieron un boicot tres días antes del inicio de los Juegos Olímpicos de Montreal 1976 como protesta por la participación de Nueva Zelanda en los juegos, ya que su selección de rugby programó una gira por Sudáfrica luego de la masacre de Soweto.
Debido a razones de logística, así como el resto de delegaciones africanas que boicotearon los juegos, esas tres plazas no fueron reemplazadas, por lo que el torneo de fútbol se jugó con 13 participantes.